# El nord
El nord és el cinquè volum de l'Obra Completa de Josep Pla publicat el 1967. Inclou tres llibres elaborats a partir de cròniques de diversos viatges per Europa durant la seva època de corresponsal per a La Publicitat: Cartes de lluny, Cartes de més lluny i Viatge a Rússia el 1925.

## Viatge a Rússia
Viatge a Rússia, notícies de l'URSS. Una enquesta periodística és un recull d'articles del periodista i escriptor empordanès Josep Pla publicats l'any 1925 pel diari La Publicitat que narren les experiències viscudes per l'autor del viatge que realitzà a la Unió Soviètica aquell mateix any. Els textos formen part de les obres de joventut de Josep Pla i s'integraren sense cap revisió dins la seva Obra Completa, concretament dins del volum cinquè El nord (1967).

### L'origen del viatge i l'elecció de Pla
A inicis del 1925, en plena dictadura de Primo de Rivera, l'Ateneu de Barcelona volgué que des del diari La Publicitat (vinculat al catalanisme conservador) es publiquessin un conjunt d'articles referents a la situació de l'URSS, que en aquells moments era completament desconeguda. Es plantejà la idea a la direcció del diari i aquesta respongué positivament. Així doncs, acordaren que els articles havien de ser escrits per un reporter enviat a Rússia i que haurien de ser imparcials. Les despeses del viatge anirien a càrrec de l'Ateneu, ja que La Publicitat només s'oferí a publicar els escrits.
Joaquim Borralleres, membre de la penya de l'Ateneu, s'encarregà de contactar amb Andreu Nin que vivia a Moscou i que s'havia convertit en un destacat sindicalista. Nin facilità informació sobre les despeses del viatge i l'hotel on es podria hostatjar el reporter. Paral·lelament, Borralleres es posà en contacte amb un jove Josep Pla que en aquell moment vivia a París com a corresponsal de La Publicitat per oferir-li la feina. Tot i la negativa inicial de Pla (que no sabia gens de rus), finalment Borralleres va aconseguir convèncer-lo. Pla va acceptar perquè va saber que coincidiria en part del viatge amb el seu amic, el també periodista, Eugeni Xammar. Per mitjà de Francesc Cambó, l'Ateneu obtingué per al reporter un visat especial de la mà del ministre francès M. Anatole De Monzie per poder viatjar a Rússia.

### El trajecte
El viatge de Josep Pla va durar 6 setmanes. La ruta fou la del tren Berlín-Moscou (passant per Riga). En total, Pla visitaria quatre ciutats russes en el següent ordre: Moscou, Gorki (actual Nijni Nóvgorod), Sormovo i Leningrad (actual Sant Petersburg) des d'on agafà un altre tren que el retornà a Berlín. En alguns dels articles, però, Pla relata algunes experiències durant les breus estades que efectuà a algunes estacions de tren secundàries durant el trajecte, si bé no s'aclareix exactament on van tenir lloc.

### La temàtica i l'estil
El context històric, en termes generals, que Josep Pla intenta retratar és el que es correspon a una etapa breu de l'URSS. L'any 1921, a les acaballes de la Guerra Civil Russa, Lenin liquidà el comunisme de guerra i el substituí per l'anomenada NEP (Nova Política Econòmica) en què es permetia fins a uns límits ben definits la propietat privada i l'estat esdevenia una síntesi del comunisme i del capitalisme. Pla, doncs, descriu aspectes com l'estructura federal, la desigualtat política, el cooperativisme o el sindicalisme institucional. L'estat era controlat pel PCUS, el partit únic, que s'havia convertit en la nova elit russa. Tot i que el cap de govern era Aleksei Ríkov, des de la mort de Lenin, el 1924, l'URSS es trobava immersa en una lluita interna pel poder entre Ióssif Stalin i Lev Trotski els quals, respectivament, representaven la facció moderada i la més revolucionària dins del socialisme soviètic.
Amb tot, l'escriptor empordanès no només s'interessà pels aspectes econòmics o polítics de primer ordre sinó que indagaria en altres afers com la societat, la cultura, el sistema penitenciari, etc. En conjunt, de la transformació de la vida experimentada pels russos des de la Revolució d'Octubre. Per tant, Viatge a Rússia pretén ser una síntesi objectiva de tot l'estat soviètic del moment tot i que Pla va reconèixer que no ho aconsegueix totalment donades les circumstàncies del moment.
Els articles, molt breus, es caracteritzen per ser escrits de forma molt depurada, amb l'objectiu de ser clars i entenedors per al gran públic. Els títols, fugint de la lírica periodística, anuncien clarament la temàtica de cada un. A més, trobem la voluntat de l'autor de ser objectiu i correcte si bé que de tant en tant es poden observar algunes reflexions subjectives. La ironia i l'adjectivació, dues característiques de l'estil planià, també són presents en aquests escrits.

#### L'estructura i els articles
El llibre consta d'un pròleg i 38 articles. Tret d'això no hi ha una estructura clarament definida ni tan sols cronològica, ja que els articles, generalment pretenen oferir una visió general d'un tema. El primer punt, "Història d'aquest llibre" pertany a les edicions posteriors que se'n feren, després que el llibre fos inclòs dins la seva Obra Completa.
L'índex del Viatge a Rússia és el següent:
| - Història d'aquest llibre - Pròleg - De Riga a Moscou: el bosc - Moscou - La qüestió nacional - Les característiques del règim: tendència a la igualtat econòmica; tendència a la desigualtat política - El Soviet - El Partit - Les eleccions - La terra - Novetats - La política dels pagesos - La indústria - El sindicat - Els salaris - Nijni-Novgorod - Sormovo: una fàbrica - La política dels obrers - El comerç - La vida i la Nep | - El moviment cooperatiu - El monopoli del comerç exterior - El diner i les banques - Les premses de l'Estat - Pedagogia - La cultura - La burocràcia - El tribunal de classe - Una presó: Sokolniki - Les cases. El vodka - Sense compliments - Contra el dret romà; la família - La disciplina - La llibertat - La vida social - L'exèrcit roig - Espectacles - Leningrad - El cantó dramàtic - L'oposició: Trotski |